# Te Whānau-ā-Apanui

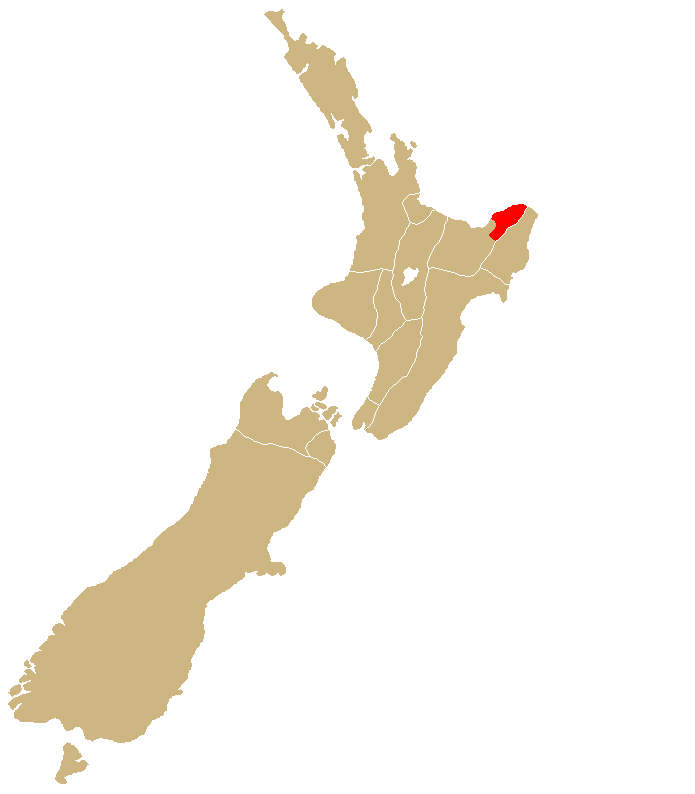
Mapa que muestra la localización de la tribu, en la isla norte.

Te Whānau-ā-Apanui es una iwi maorí (iwi es la palabra maorí para tribu) situada en las regiones orientales de la Bahía de Plenty y la Costa Este de la Isla Norte de Nueva Zelanda. En 2006, la iwi registró 11 808 miembros, que representaban a 13 hapū.

## Historia

### Historia temprana
La madre de Apanui Ringamutu, Rongomaihuatahi, descendía de Porourangi, de la canoa Horouta, fundador de Ngāti Porou. Su padre Tūrīrangi era descendiente de Tamatekapua, de la canoa Te Arawa, y del pueblo Ngāriki, de la canoa Tauira. Cuando Rongomaihuatahi llevó a Apanui a conocer a sus parientes en Ōmāio, éstos le dieron tierras al muchacho. Debido a su noble ascendencia, el pueblo de esa zona recibió su nombre: Te Whānau-ā-Apanui (la familia de Apanui).
Durante el siglo XVII, Apanui adquirió grandes extensiones de tierra a lo largo de la costa oriental de la isla del Norte. Por conexión familiar, adquirió tierras de Ngāti Porou y Ngāriki. Recibió tierras que se extendían desde Pōtikirua hasta Puketapu, y desde Taumata-ō-Apanui Hawai; las tierras intermedias fueron ganadas posteriormente mediante conquista.

### Historia moderna
Las relaciones con los europeos no fueron generalmente hostiles. Los primeros colonos europeos mostraron poco interés por la aislada región, que carecía de puertos de aguas profundas para la navegación. Sin embargo, los europeos visitantes enseñaron a Te Whānau-ā-Apanui las técnicas de la caza de ballenas y la agricultura comercial. Ambas áreas se convirtieron en importantes industrias económicas para las iwi a principios del siglo XX, y los beneficios se destinaron a proyectos de desarrollo comunitario.
Durante la década de 1980, la iwi experimentó un declive económico con la pérdida de los principales servicios de transporte, la privatización de los activos estatales y la eventual inviabilidad económica de sus operaciones agrícolas a pequeña escala. Esto provocó la emigración de algunos miembros de la iwi de sus territorios tribales tradicionales.

## "Hapū" y "marae"
La iwi (tribu) está formada por 13 hapū (subtribus).
Cada una está asociada a un marae (terreno comunal) y a un wharenui (casa de reunión). Ki
- Te Whānau a Haraawaka, de Tunapahore marae y Haraawaka wharenui
- Te Whānau a Hikarukutai, del marae de Maraenui y del wharenui de Te Iwarau
- Te Whānau a Kahurautao, de Pāhāōa y Kahurautao wharenui
- Te Whānau a Kaiaio, de Maungaroa marae y Kaiaio wharenui
- Te Whānau a Kauaetangohia, de Whangaparāōa marae y Kauaetangohia / Te Putahou wharenui
- Te Whānau a Maruhaeremuri, de Wairūrū marae y Hinemahuru / Mihi Kotukutuko wharenui
- Te Whānau a Nuku, de Ōmāio marae y Rongomaihuatahi wharenui
- Te Whānau a Pararaki, del marae Te Maru o Hinemaka y del wharenui Pararaki
- Te Whānau a Rutaia, de Ōtūwhare marae y Te Poho o Rūtāia wharenui, y Rongohaere marae y Rongohaere wharenui
- Te Whānau a Tapaeururangi, de Pōtaka marae y Te Ēhutu / Te Pae o Ngā Pakanga wharenui
- Te Whānau a Te Ēhutu, de Te Kaha marae y Tūkākī wharenui
- Te Whānau a Toihau / Hiinetekahu, de Waiōrore marae y Toihau wharenui
- Te Whānau a Tutawake, de Whitianga marae y Tūtawakewharenui.[6]

## Gobernancia

### Te Rūnanga o te Whānau
Te Rūnanga o te Whānau representa a Te Whānau a Apanui durante las solicitudes de autorización de recursos en virtud de la Ley de Gestión de Recursos, pero remite cada solicitud a los hapū directamente afectados. Tiene su sede en Te Kaha y se rige por representantes de al menos diez hapū.
Esta fundación benéfica se dedica a los servicios sociales y al desarrollo económico local. Gestiona una explotación pesquera e invierte en el desarrollo de la silvicultura local y otras industrias. Su proyecto de comunidad rural Cyberwaka ofrece formación en tecnologías de la información.

### Equipo de negociaciones
La Corona ha reconocido al Equipo de Negociación Te Whānau a Apanui para que represente a las iwi durante las negociaciones del acuerdo del Tratado de Waitangi. Los términos de la negociación se firmaron con la Corona en septiembre de 2017.

### Gobierno local
La zona tribal de la iwi se encuentra dentro del territorio del Consejo de Distrito de Ōpōtiki.
También se encuentra dentro del territorio más amplio del Consejo Regional de Bay of Plenty.

## Medios de comunicación

### Estéreo Mar 92FM
La emisora pan-tribal iwi Sea 92FM emite para los miembros de Te Whānau-ā-Apanui, Te Whakatōhea y Ngāitai en el área de Ōpōtiki[4] Está operada por el proveedor de servicios pan-tribales Whakaatu Whanaunga Trust, y está disponible en 92.0 FM. Opera la emisora de baja potencia Opotiki 88.1 FM, orientada a un grupo demográfico joven.

## Ciudadanos notables
- Leonard Tamahae Cohen, músico de bluegrass, miembro fundador de la banda de bluegrass del condado de Hamilton[12][13][14]
- Rob Ruha, músico[15]
- Wiremu Karuwha Tawhai, educador y actor[16]
- Hoani Waititi, pedagogo
- Taika Waititi, cineasta
- Cliff Whiting, artista
- Dean Whiting, artista y experto en restauración[17]
- Dra. Rina Winifred Moore, primera doctora maorí
- Tayi Tibble, poeta